# Cefalotus bukłakowaty
Cefalotus bukłakowaty (Cephalotus follicularis) – gatunek rośliny mięsożernej z monotypowego rodzaju Cephalotus i rodziny Cephalotaceae. Występuje endemicznie w południowo-zachodniej Australii, na obszarze od wybrzeża do 50 km w głąb lądu i na odcinku około 400 km pomiędzy miastami Albany i Busselton. Gatunek odkryty został w 1791 przez botanika Archibalda Menziesa podczas ekspedycji naukowej. W XIX wieku wprowadzony do uprawy w Wielkiej Brytanii, później jako osobliwość został szerzej rozpowszechniony. Rośliny tego gatunku bywają uprawiane jako ozdobne w pojemnikach.

## Morfologia

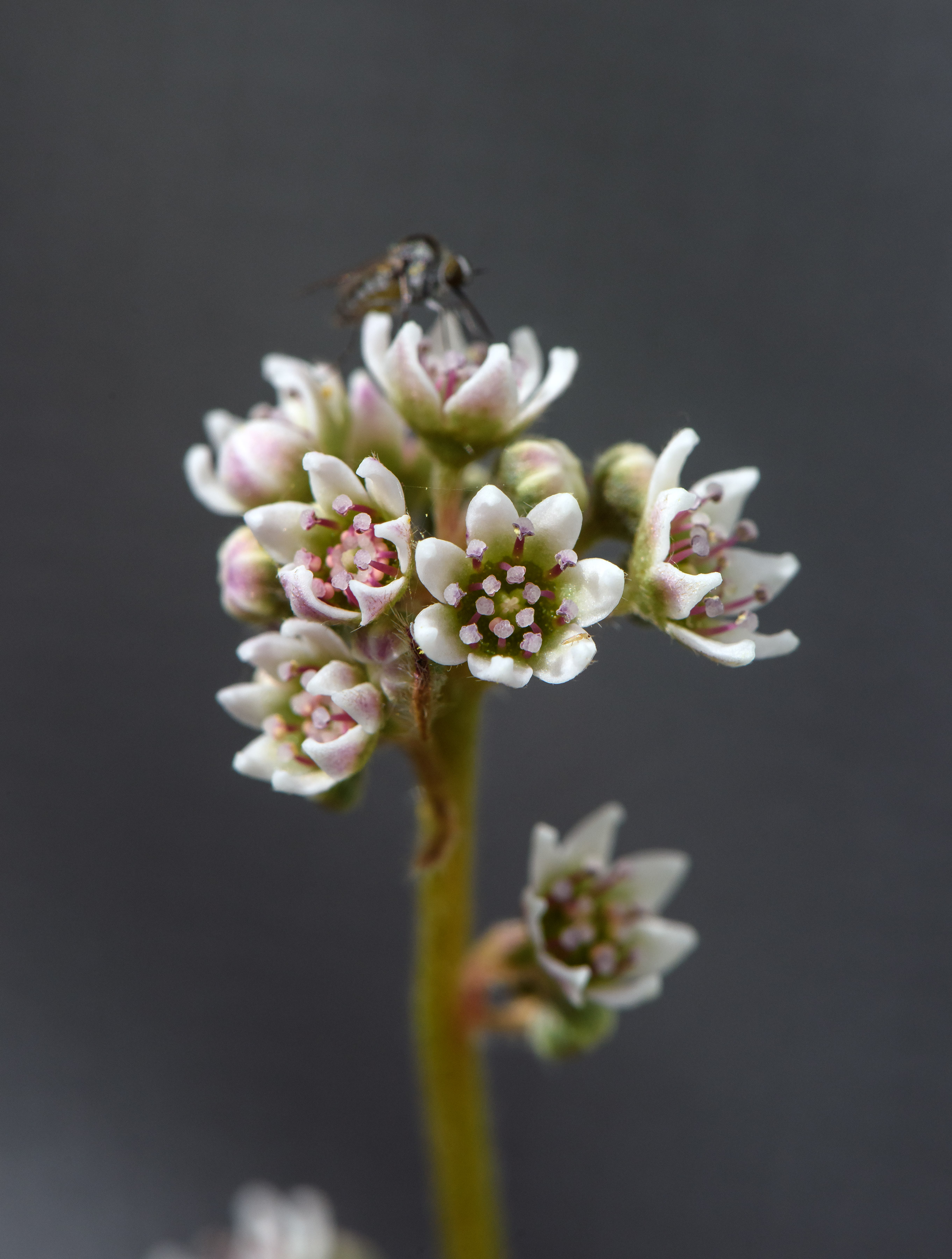
Kwiatostan

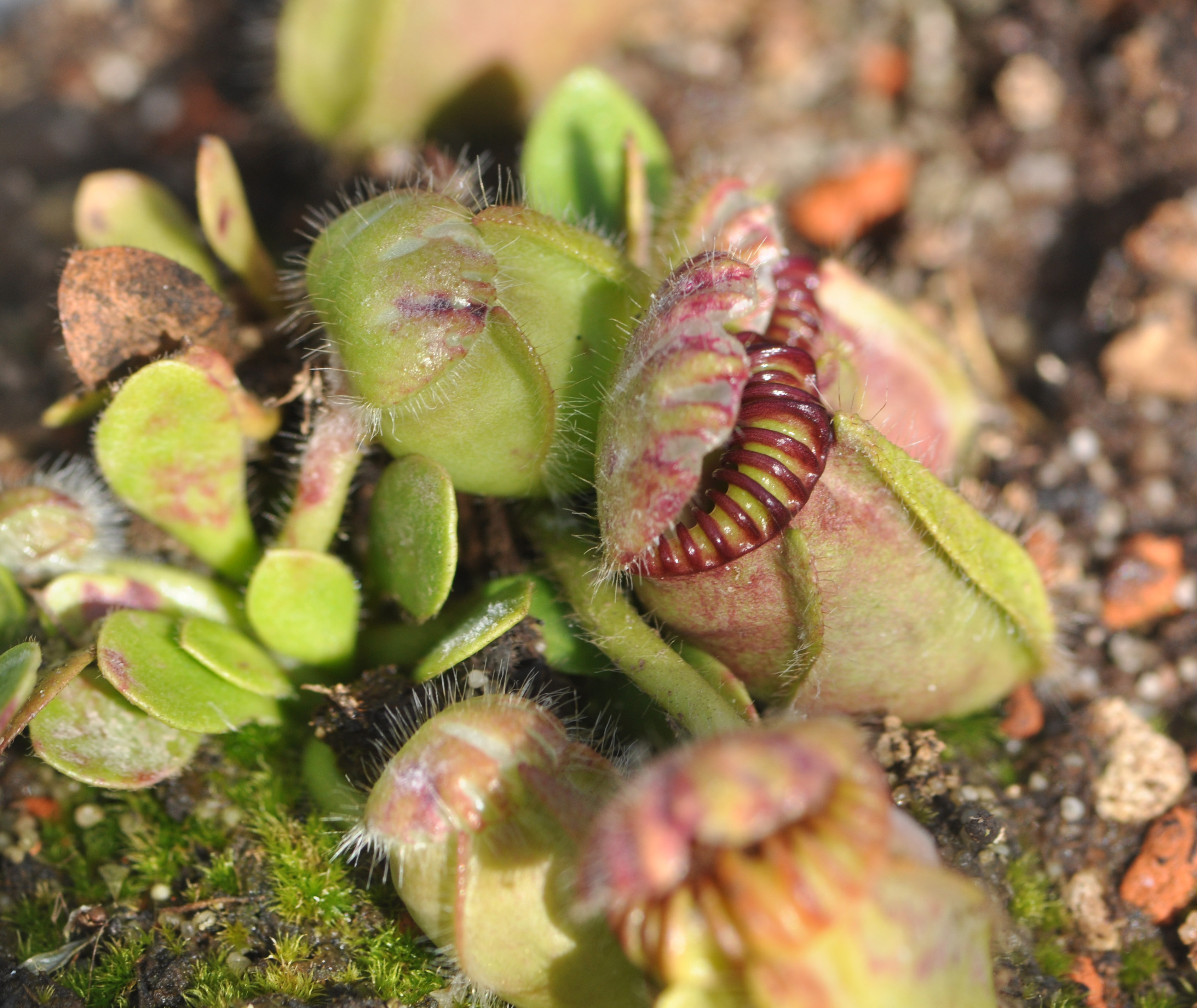
Liście asymilacyjne (po lewej) i liście pułapkowe

PokrójRoślina zielna z krótkim, podziemnym kłączem, z którego wyrastają liście i głąbik kwiatonośny.
LiścieSkrętoległe, wszystkie odziomkowe, dwojakiego rodzaju – asymilacyjne (fotosyntetyzujące) o blaszce łopatkowatej i długich ogonkach oraz pułapkowe w kształcie dzbaneczka zaopatrzonego w wieczko. Dzbanuszkowate zagłębienie powstaje z dolnej części blaszki, podczas gdy górna przerasta nad nią tworząc wieczko. Początkowo młody liść owadożerny zwrócony jest ku dołowi, następnie w wyniku skrętu ogonka liściowego ustawia się otworem i wieczkiem ku górze. W przypadku młodych liści wieczko przykrywa otwór, z czasem uchyla się coraz bardziej. Krawędź dzbanuszka pokrywają żebra zakończone haczykowato wygiętymi wyrostkami skierowanymi do wnętrza pułapki, uniemożliwiającymi wydostanie się ofiarom z jego wnętrza. Dzbanuszek wypełniony jest płynem, w którym pływają resztki rozłożonych owadów. Cały liść pułapkowy osiąga do około 4–5 cm długości i 2 cm średnicy, w miejscach nasłonecznionych ma kolor żywo czerwony do burgundowego, biało i zielono plamisty.
KwiatySześciokrotne, drobne (do 3 mm średnicy) i pozbawione korony, skupione są w groniastych wierzchotkach na szczycie bezlistnego głąbika osiągającego ponad 0,5 m wysokości. Kwiaty są obupłciowe i 6-krotne. Kielich jest 6-działkowy, opisywany jako barwny lub zielonkawobiały, z kapturkowatymi działkami. Pręcików jest 12, w dwóch okółkach wyrastających po wewnętrznej stronie szerokiego, grubego, zielonego i brodawkowatego pierścienia miodnikowego. Pylniki są drobne, z woreczkami pyłkowymi otwierającymi się podłużnym pęknięciem. Łącznik między pylnikami jest okazały, kulistawy i ogruczolony na szczycie. Nitki jednego okółka są dłuższe. Słupkowie tworzy 6 wolnych owocolistków tworzących górne, jednokomorowe zalążnie zawierające po jednym, rzadko dwa zalążki.
OwoceGęsto owłosione wielomieszki, zawierające w poszczególnych mieszkach pojedyncze nasiono.

## Biologia i ekologia
Rośliny tego gatunku rosną na obszarach zabagnionych wśród siedlisk piaszczystych w pobliżu wybrzeża, zazwyczaj w miejscach mniej lub bardziej przesychających, często wśród kęp traw.
Roślina żywi się owadami, głównie mrówkami, ale też owadami latającymi. Owady wabione są lśniącymi gruczołkami miodnikowymi obficie pokrywającymi żebra na krawędzi pułapki oraz wewnętrzną część wieczka. Wieczka zabezpieczają także wnętrze pułapek przed deszczem oraz regulują wilgotność wewnątrz zmieniając swe położenie w zależności od wilgotności otoczenia. Wzdłuż brzegu pułapki ciągnie się pierścień gładkich żeber zagiętych do jej wnętrza i tam ostro zakończonych. Zewnętrzne ścianki pułapki są pokryte włoskami i trzema krawędziami, naprowadzającymi owady do wnętrza pułapki, natomiast wewnętrzne ścianki są woskowane, co wraz z pierścieniem ostrych zakończeń żeber na brzegu pułapki uniemożliwia owadom ucieczkę. Pierścień skierowany do wnętrza pułapki tworzy tzw. strefę ześlizgu – jest pokryty skierowanymi w dół, dachówkowato ułożonymi włoskami. Na dnie dzbanka znajdują się gruczołki wydzielające enzymy trawiące, których roztwór zajmuje ok. 1/3 objętości pułapki. Owad, który wpadnie do wnętrza, jest trawiony przez enzymy, a uwolnione substancje mineralne są wchłaniane przez roślinę.

## Systematyka
Pozycja systematyczna według APweb (aktualizowany system APG IV z 2016)
Gatunek, rodzaj i rodzina siostrzana dla Brunelliaceae w obrębie rzędu szczawikowców Oxalidales, należącego do kladu różowych roślin okrytonasiennych. 
|  | bobniowate Connaraceae    |
|  |                           |
|  | szczawikowate Oxalidaceae |
|  |                           |

|  | eleokarpowate Elaeocarpaceae                                                 |
|  |                                                                              |
|  | \| \| Brunelliaceae \| \| \| \| \| \| cefalotowate Cephalotaceae \| \| \| \| |
|  |                                                                              |
|  | Brunelliaceae                                                                |
|  |                                                                              |
|  | cefalotowate Cephalotaceae                                                   |
|  |                                                                              |

|  | Brunelliaceae              |
|  |                            |
|  | cefalotowate Cephalotaceae |
|  |                            |

|  | eleokarpowate Elaeocarpaceae                                                 |
|  |                                                                              |
|  | \| \| Brunelliaceae \| \| \| \| \| \| cefalotowate Cephalotaceae \| \| \| \| |
|  |                                                                              |
|  | Brunelliaceae                                                                |
|  |                                                                              |
|  | cefalotowate Cephalotaceae                                                   |
|  |                                                                              |

|  | Brunelliaceae              |
|  |                            |
|  | cefalotowate Cephalotaceae |
|  |                            |

|  | bobniowate Connaraceae    |
|  |                           |
|  | szczawikowate Oxalidaceae |
|  |                           |

|  | eleokarpowate Elaeocarpaceae                                                 |
|  |                                                                              |
|  | \| \| Brunelliaceae \| \| \| \| \| \| cefalotowate Cephalotaceae \| \| \| \| |
|  |                                                                              |
|  | Brunelliaceae                                                                |
|  |                                                                              |
|  | cefalotowate Cephalotaceae                                                   |
|  |                                                                              |

|  | Brunelliaceae              |
|  |                            |
|  | cefalotowate Cephalotaceae |
|  |                            |

|  | eleokarpowate Elaeocarpaceae                                                 |
|  |                                                                              |
|  | \| \| Brunelliaceae \| \| \| \| \| \| cefalotowate Cephalotaceae \| \| \| \| |
|  |                                                                              |
|  | Brunelliaceae                                                                |
|  |                                                                              |
|  | cefalotowate Cephalotaceae                                                   |
|  |                                                                              |

|  | Brunelliaceae              |
|  |                            |
|  | cefalotowate Cephalotaceae |
|  |                            |

|  | bobniowate Connaraceae    |
|  |                           |
|  | szczawikowate Oxalidaceae |
|  |                           |

|  | eleokarpowate Elaeocarpaceae                                                 |
|  |                                                                              |
|  | \| \| Brunelliaceae \| \| \| \| \| \| cefalotowate Cephalotaceae \| \| \| \| |
|  |                                                                              |
|  | Brunelliaceae                                                                |
|  |                                                                              |
|  | cefalotowate Cephalotaceae                                                   |
|  |                                                                              |

|  | Brunelliaceae              |
|  |                            |
|  | cefalotowate Cephalotaceae |
|  |                            |

|  | eleokarpowate Elaeocarpaceae                                                 |
|  |                                                                              |
|  | \| \| Brunelliaceae \| \| \| \| \| \| cefalotowate Cephalotaceae \| \| \| \| |
|  |                                                                              |
|  | Brunelliaceae                                                                |
|  |                                                                              |
|  | cefalotowate Cephalotaceae                                                   |
|  |                                                                              |

|  | Brunelliaceae              |
|  |                            |
|  | cefalotowate Cephalotaceae |
|  |                            |

|  | bobniowate Connaraceae    |
|  |                           |
|  | szczawikowate Oxalidaceae |
|  |                           |

|  | eleokarpowate Elaeocarpaceae                                                 |
|  |                                                                              |
|  | \| \| Brunelliaceae \| \| \| \| \| \| cefalotowate Cephalotaceae \| \| \| \| |
|  |                                                                              |
|  | Brunelliaceae                                                                |
|  |                                                                              |
|  | cefalotowate Cephalotaceae                                                   |
|  |                                                                              |

|  | Brunelliaceae              |
|  |                            |
|  | cefalotowate Cephalotaceae |
|  |                            |

|  | eleokarpowate Elaeocarpaceae                                                 |
|  |                                                                              |
|  | \| \| Brunelliaceae \| \| \| \| \| \| cefalotowate Cephalotaceae \| \| \| \| |
|  |                                                                              |
|  | Brunelliaceae                                                                |
|  |                                                                              |
|  | cefalotowate Cephalotaceae                                                   |
|  |                                                                              |

|  | Brunelliaceae              |
|  |                            |
|  | cefalotowate Cephalotaceae |
|  |                            |

## Zmienność
Do zarejestrowanych kultywarów tego gatunku należą: 'Hummer's Giant' oraz 'Eden Black'.